# 地球之書
《玉苒厦之书》（有时称作《地球之书》、《玉苒厦文献》或第五纪元启示）是一本灵性、哲学和宇宙学巨著，源自1924年到1955年期间的美国伊利诺州芝加哥。最初出版时，宣称书中内容是由天界存有所写。
书中引入“玉苒厦（Urantia）”这个词作为地球在天界的登记名称，并陈述其目的是“呈献扩展的概念和先进的真理”。这本书旨在统一宗教、科学和哲学。与科学兴趣相关的主题内容在文献中间是独一无二的，据说是由天界存有所传。在其他主题中间，该书论述了生命的起源和意义，人类在宇宙中的位置，本行星的历史，神与人的关系，以及耶稣的生平。
玉苒厦基金会，是一家美国的非盈利团体，在1955年最先出版了《玉苒厦之书》。

## 外部來源
- Lewis, Sarah, Partridge, Christoper , 编, , Psychology Press, 2003, ISBN 978-0-415-26324-5